# Saison 2021-2022 des 76ers de Philadelphie
La saison 2021-2022 des 76ers de Philadelphie est la 73e saison de la franchise en National Basketball Association (NBA).
Le 20 août 2021, la ligue annonce que la saison régulière démarre le 19 octobre 2021, avec un format typique de 82 matchs.
La saison est entachée par la controverse autour du meneur All-Star, Ben Simmons, avec une demande de transfert en raison de son refus de jouer pour l’équipe et son absence lors du camp d'entraînement,. Les 76ers ont imposé une amende à Simmons pour conduite préjudiciable à l’équipe et ont continué de le faire tout au long de la saison. Ainsi, Simmons devient le joueur ayant payé le plus d'amendes dans l’histoire de la NBA, les rapports indiquant qu’il avait perdu plus de 10 millions de dollars à la fin de 2021.
La saison est notamment marquée, le 10 février 2022, par le transfert de Simmons, Seth Curry, Andre Drummond pour accueillir James Harden et Paul Millsap afin d'épauler Joel Embiid, nommé All-Star cette saison.
Le 3 avril, après une victoire contre les Cavaliers de Cleveland, les Sixers enregistrent leur cinquième participation consécutive en playoffs. La franchise termine à la 4e place de la conférence Est et la seconde de leur division. À l'issue de la saison régulière, Embiid termine meilleur marqueur de la saison régulière et se place second au vote pour le titre de NBA Most Valuable Player.
Lors des playoffs, les 76ers ont battu les Raptors de Toronto au premier tour en six matchs, se vengeant de leur défaite au second tour, sur un tir à la dernière seconde, en 2019. Ils ont affronté le leader de la conférence, le Heat de Miami au deuxième tour, mais s'inclinent en six matchs.

## Draft
| Tour | Choix | Joueur         | Poste | Nationalité | Provenance                      |
| ---- | ----- | -------------- | ----- | ----------- | ------------------------------- |
| 1    | 28    | Jaden Springer | SG    | États-Unis  | Volunteers du Tennessee         |
| 2    | 50    | Filip Petrušev | C     | Serbie      | KK Mega Basket                  |
| 2    | 53    | Charles Bassey | C     | Nigeria     | Hilltoppers de Western Kentucky |

## Matchs

### Summer League
| Summer League Total: 3-2 |

| Match | Date match | Équipe    | Score        | Meilleur marqueur   | Meilleur rebondeur | Meilleur passeur   | Lieux                | Série |
| ----- | ---------- | --------- | ------------ | ------------------- | ------------------ | ------------------ | -------------------- | ----- |
| 1     | 9 août     | Dallas    | V 95-73      | Tyrese Maxey (21)   | Paul Reed (8)      | Tyrese Maxey (4)   | Thomas & Mack Center | 1 - 0 |
| 2     | 12 août    | Atlanta   | V 96-88 (OT) | Tyrese Maxey (31)   | Paul Reed (12)     | Tyrese Maxey (5)   | Cox Pavilion         | 2 - 0 |
| 3     | 14 août    | Boston    | D 80-100     | Isaiah Joe (15)     | Paul Reed (10)     | Isaiah Joe (4)     | Cox Pavilion         | 2 - 1 |
| 4     | 15 août    | Minnesota | D 96-99 (OT) | Paul Reed (27)      | Paul Reed (20)     | Jaden Springer (6) | Cox Pavilion         | 2 - 2 |
| 5     | 17 août    | Utah      | V 103-98     | Jaden Springer (21) | Paul Reed (10)     | Frank Mason (5)    | Cox Pavilion         | 3 - 2 |

### Pré-saison
| Pré-saison Total: 2-2 (Domicile : 2-0; Extérieur : 0-2) |

| Match | Date match | Équipe    | Score     | Meilleur marqueur   | Meilleur rebondeur  | Meilleur passeur   | Lieux Spectateurs          | Série |
| ----- | ---------- | --------- | --------- | ------------------- | ------------------- | ------------------ | -------------------------- | ----- |
| 1     | 4 octobre  | @ Toronto | D 107-123 | Andre Drummond (19) | Andre Drummond (14) | Shake Milton (5)   | Scotiabank Arena 8 016     | 0 - 1 |
| 2     | 7 octobre  | Toronto   | V 125-113 | Georges Niang (16)  | Andre Drummond (7)  | Tyrese Maxey (5)   | Wells Fargo Center 11 732  | 1 - 1 |
| 3     | 11 octobre | Brooklyn  | V 115-104 | Furkan Korkmaz (27) | Paul Reed (10)      | Andre Drummond (6) | Wells Fargo Center 14 522  | 2 - 1 |
| 4     | 15 octobre | @ Détroit | D 108-112 | Andre Drummond (17) | Drummond, Reed (7)  | Quatre joueurs (3) | Little Caesars Arena 7 623 | 2 - 2 |

### Saison régulière
| Saison régulière Total: 51-31 (Domicile : 23-17; Extérieur : 28-14) |

| Match | Date match | Équipe                | Score     | Meilleur marqueur  | Meilleur rebondeur   | Meilleur passeur   | Lieux Spectateurs            | Série |
| ----- | ---------- | --------------------- | --------- | ------------------ | -------------------- | ------------------ | ---------------------------- | ----- |
| 1     | 20 octobre | @ La Nouvelle-Orléans | V 117-97  | Joel Embiid (22)   | Andre Drummond (17)  | Trois joueurs (5)  | Smoothie King Center 12 845  | 1 - 0 |
| 2     | 22 octobre | Brooklyn              | D 109-114 | Tobias Harris (23) | Andre Drummond (10)  | Embiid, Harris (4) | Wells Fargo Center 20 367    | 1 - 1 |
| 3     | 24 octobre | @ Oklahoma City       | V 115-103 | Seth Curry (28)    | Embiid, Harris (9)   | Joel Embiid (6)    | Paycom Center 14 256         | 2 - 1 |
| 4     | 26 octobre | @ New York            | D 99-112  | Tobias Harris (23) | Drummond, Harris (9) | Tobias Harris (9)  | Madison Square Garden 15 218 | 2 - 2 |
| 5     | 28 octobre | Détroit               | V 110-102 | Joel Embiid (30)   | Joel Embiid (18)     | Tyrese Maxey (6)   | Wells Fargo Center 20 017    | 3 - 2 |
| 6     | 30 octobre | Atlanta               | V 122-94  | Tobias Harris (22) | Tobias Harris (11)   | Tobias Harris (4)  | Wells Fargo Center 20 031    | 4 - 2 |

| Match | Date match   | Équipe         | Score           | Meilleur marqueur   | Meilleur rebondeur  | Meilleur passeur    | Lieux Spectateurs              | Série   |
| ----- | ------------ | -------------- | --------------- | ------------------- | ------------------- | ------------------- | ------------------------------ | ------- |
| 7     | 1er novembre | Portland       | V 113-103       | Seth Curry (23)     | Andre Drummond (15) | Drummond, Maxey (7) | Wells Fargo Center 20 115      | 5 - 2   |
| 8     | 3 novembre   | Chicago        | V 103-98        | Seth Curry (22)     | Joel Embiid (9)     | Joel Embiid (7)     | Wells Fargo Center 20 438      | 6 - 2   |
| 9     | 4 novembre   | @ Détroit      | V 109-98        | Seth Curry (23)     | Andre Drummond (10) | Shake Milton (5)    | Little Caesars Arena 8 702     | 7 - 2   |
| 10    | 6 novembre   | @ Chicago      | V 114-105       | Joel Embiid (30)    | Joel Embiid (15)    | Tyrese Maxey (8)    | United Center 20 936           | 8 - 2   |
| 11    | 8 novembre   | New York       | D 96-103        | Furkan Korkmaz (19) | Andre Drummond (25) | Seth Curry (6)      | Wells Fargo Center 20 224      | 8 - 3   |
| 12    | 9 novembre   | Milwaukee      | D 109-118       | Tyrese Maxey (31)   | Andre Drummond (20) | Shake Milton (6)    | Wells Fargo Center 20 029      | 8 - 4   |
| 13    | 11 novembre  | Toronto        | D 109-115       | Tyrese Maxey (33)   | Andre Drummond (12) | Tobias Harris (7)   | Wells Fargo Center 20 112      | 8 - 5   |
| 14    | 13 novembre  | @ Indiana      | D 113-118       | Tobias Harris (32)  | Andre Drummond (16) | Seth Curry (5)      | Gainbridge Fieldhouse 14 483   | 8 - 6   |
| 15    | 16 novembre  | @ Utah         | D 85-120        | Shake Milton (18)   | Isaiah Joe (8)      | Tobias Harris (5)   | Vivint Smart Home Arena 18 306 | 8 - 7   |
| 16    | 18 novembre  | @ Denver       | V 103-89        | Tyrese Maxey (22)   | Bassey, Harris (7)  | Seth Curry (5)      | Ball Arena 14 547              | 9 - 7   |
| 17    | 20 novembre  | @ Portland     | D 111-118       | Harris, Maxey (28)  | Tobias Harris (8)   | Tyrese Maxey (9)    | Moda Center 17 027             | 9 - 8   |
| 18    | 22 novembre  | @ Sacramento   | V 102-94        | Tyrese Maxey (24)   | Andre Drummond (23) | Furkan Korkmaz (6)  | Golden 1 Center 13 948         | 10 - 8  |
| 19    | 24 novembre  | @ Golden State | D 96-116        | Seth Curry (24)     | Andre Drummond (12) | Tyrese Maxey (5)    | Chase Center 18 064            | 10 - 9  |
| 20    | 27 novembre  | Minnesota      | D 120-121 (2OT) | Joel Embiid (42)    | Joel Embiid (14)    | Tyrese Maxey (9)    | Wells Fargo Center 21 011      | 10 - 10 |
| 21    | 29 novembre  | Orlando        | V 101-96        | Seth Curry (24)     | Joel Embiid (13)    | Tyrese Maxey (9)    | Wells Fargo Center 20 193      | 11 - 10 |

| Match | Date match   | Équipe              | Score          | Meilleur marqueur | Meilleur rebondeur  | Meilleur passeur   | Lieux Spectateurs         | Série   |
| ----- | ------------ | ------------------- | -------------- | ----------------- | ------------------- | ------------------ | ------------------------- | ------- |
| 22    | 1er décembre | @ Boston            | D 87-88        | Seth Curry (17)   | Joel Embiid (18)    | Curry, Embiid (6)  | TD Garden 19 156          | 11 - 11 |
| 23    | 3 décembre   | @ Atlanta           | V 98-96        | Joel Embiid (28)  | Joel Embiid (12)    | Curry, Maxey (5)   | State Farm Arena 17 092   | 12 - 11 |
| 24    | 6 décembre   | @ Charlotte         | V 127-124 (OT) | Joel Embiid (43)  | Joel Embiid (15)    | Joel Embiid (7)    | Spectrum Center 14 462    | 13 - 11 |
| 25    | 8 décembre   | @ Charlotte         | V 110-106      | Joel Embiid (32)  | Joel Embiid (8)     | Seth Curry (8)     | Spectrum Center 15 709    | 14 - 11 |
| 26    | 9 décembre   | Utah                | D 96-118       | Joel Embiid (19)  | Joel Embiid (9)     | Seth Curry (4)     | Wells Fargo Center 20 272 | 14 - 12 |
| 27    | 11 décembre  | Golden State        | V 102-93       | Joel Embiid (26)  | Trois joueurs (9)   | Joel Embiid (4)    | Wells Fargo Center 21 016 | 15 - 12 |
| 28    | 13 décembre  | @ Memphis           | D 91-126       | Tyrese Maxey (23) | Charles Bassey (10) | Tyrese Maxey (7)   | FedExForum 13 420         | 15 - 13 |
| 29    | 15 décembre  | Miami               | D 96-101       | Tyrese Maxey (27) | Joel Embiid (14)    | Trois joueurs (5)  | Wells Fargo Center 20 389 | 15 - 14 |
| 30    | 16 décembre  | @ Brooklyn          | D 105-114      | Joel Embiid (32)  | Joel Embiid (9)     | Joel Embiid (6)    | Barclays Center 17 053    | 15 - 15 |
| -     | 19 décembre  | La Nouvelle-Orléans | Reporté        | Reporté           | Reporté             | Reporté            | Wells Fargo Center        | -       |
| 31    | 20 décembre  | @ Boston            | V 108-103      | Joel Embiid (41)  | Joel Embiid (10)    | Seth Curry (7)     | TD Garden 19 156          | 16 - 15 |
| 32    | 23 décembre  | Atlanta             | D 96-98        | Joel Embiid (23)  | Joel Embiid (10)    | Curry, Harris (5)  | Wells Fargo Center 20 408 | 16 - 16 |
| 33    | 26 décembre  | @ Washington        | V 117-96       | Joel Embiid (36)  | Joel Embiid (13)    | Seth Curry (9)     | Capital One Arena 16 767  | 17 - 16 |
| 34    | 28 décembre  | @ Toronto           | V 114-109      | Joel Embiid (36)  | Tobias Harris (12)  | Tobias Harris (10) | Scotiabank Arena 6 960    | 18 - 16 |
| 35    | 30 décembre  | @ Brooklyn          | V 110-102      | Joel Embiid (34)  | Andre Drummond (10) | Curry, Harris (6)  | Barclays Center 17 920    | 19 - 16 |

| Match | Date match | Équipe              | Score          | Meilleur marqueur | Meilleur rebondeur   | Meilleur passeur   | Lieux Spectateurs         | Série   |
| ----- | ---------- | ------------------- | -------------- | ----------------- | -------------------- | ------------------ | ------------------------- | ------- |
| 36    | 3 janvier  | Houston             | V 133-113      | Joel Embiid (31)  | Joel Embiid (15)     | Joel Embiid (10)   | Wells Fargo Center 20 026 | 20 - 16 |
| 37    | 5 janvier  | @ Orlando           | V 116-106      | Joel Embiid (31)  | Tobias Harris (9)    | Seth Curry (12)    | Amway Center 13 116       | 21 - 16 |
| 38    | 7 janvier  | San Antonio         | V 119-100      | Joel Embiid (31)  | Joel Embiid (12)     | Curry, Embiid (7)  | Wells Fargo Center 20 265 | 22 - 16 |
| 39    | 10 janvier | @ Houston           | V 111-91       | Joel Embiid (31)  | Andre Drummond (10)  | Joel Embiid (6)    | Toyota Center 13 593      | 23 - 16 |
| 40    | 12 janvier | Charlotte           | D 98-109       | Joel Embiid (31)  | Drummond, Harris (8) | Tobias Harris (5)  | Wells Fargo Center 20 317 | 23 - 17 |
| 41    | 14 janvier | Boston              | V 111-99       | Joel Embiid (25)  | Joel Embiid (13)     | Seth Curry (7)     | Wells Fargo Center 20 444 | 24 - 17 |
| 42    | 15 janvier | @ Miami             | V 109-98       | Joel Embiid (32)  | Joel Embiid (12)     | Seth Curry (5)     | FTX Arena 19 600          | 25 - 17 |
| 43    | 17 janvier | @ Washington        | D 98-117       | Joel Embiid (32)  | Charlie Brown (9)    | Curry, Korkmaz (5) | Capital One Arena 14 581  | 25 - 18 |
| 44    | 19 janvier | Orlando             | V 123-110      | Joel Embiid (50)  | Joel Embiid (12)     | Furkan Korkmaz (5) | Wells Fargo Center 20 081 | 26 - 18 |
| 45    | 21 janvier | L.A. Clippers       | D 101-102      | Joel Embiid (40)  | Joel Embiid (13)     | Tyrese Maxey (8)   | Wells Fargo Center 20 182 | 26 - 19 |
| 46    | 23 janvier | @ San Antonio       | V 115-109      | Joel Embiid (38)  | Joel Embiid (12)     | Embiid, Maxey (6)  | AT&T Center 16 437        | 27 - 19 |
| 47    | 25 janvier | La Nouvelle-Orléans | V 117-107      | Joel Embiid (42)  | Joel Embiid (14)     | Georges Niang (6)  | Wells Fargo Center 20 121 | 28 - 19 |
| 48    | 27 janvier | L.A. Lakers         | V 105-87       | Joel Embiid (26)  | Andre Drummond (10)  | Tyrese Maxey (10)  | Wells Fargo Center 20 953 | 29 - 19 |
| 49    | 29 janvier | Sacramento          | V 103-101      | Joel Embiid (36)  | Joel Embiid (12)     | Tyrese Maxey (7)   | Wells Fargo Center 20 380 | 30 - 19 |
| 50    | 31 janvier | Memphis             | V 122-119 (OT) | Joel Embiid (33)  | Andre Drummond (23)  | Joel Embiid (8)    | Wells Fargo Center 20 424 | 31 - 19 |

| Match                  | Date match | Équipe        | Score     | Meilleur marqueur | Meilleur rebondeur | Meilleur passeur    | Lieux Spectateurs               | Série   |
| ---------------------- | ---------- | ------------- | --------- | ----------------- | ------------------ | ------------------- | ------------------------------- | ------- |
| 51                     | 2 février  | Washington    | D 103-106 | Joel Embiid (27)  | Joel Embiid (14)   | Tyrese Maxey (7)    | Wells Fargo Center 20 089       | 31 - 20 |
| 52                     | 4 février  | @ Dallas      | D 98-107  | Joel Embiid (27)  | Joel Embiid (13)   | Tyrese Maxey (6)    | American Airlines Center 19 200 | 31 - 21 |
| 53                     | 6 février  | @ Chicago     | V 119-108 | Joel Embiid (40)  | Joel Embiid (10)   | Tyrese Maxey (6)    | American Airlines Center 20 233 | 32 - 21 |
| 54                     | 8 février  | Phoenix       | D 109-114 | Joel Embiid (34)  | Joel Embiid (12)   | Andre Drummond (5)  | Wells Fargo Center 20 720       | 32 - 22 |
| 55                     | 11 février | Oklahoma City | V 100-87  | Joel Embiid (25)  | Joel Embiid (19)   | Embiid, Korkmaz (4) | Wells Fargo Center 20 669       | 33 - 22 |
| 56                     | 12 février | Cleveland     | V 103-93  | Joel Embiid (40)  | Joel Embiid (14)   | Joel Embiid (10)    | Wells Fargo Center 21 057       | 34 - 22 |
| 57                     | 15 février | Boston        | D 87-135  | Joel Embiid (19)  | Joel Embiid (9)    | Joel Embiid (6)     | Wells Fargo Center 20 960       | 34 - 23 |
| 58                     | 17 février | @ Milwaukee   | V 123-120 | Joel Embiid (42)  | Joel Embiid (14)   | Joel Embiid (5)     | Fiserv Forum 17 341             | 35 - 23 |
| NBA All-Star Game 2022 |            |               |           |                   |                    |                     |                                 |         |
| 59                     | 25 février | @ Minnesota   | V 133-102 | Joel Embiid (34)  | Joel Embiid (10)   | James Harden (12)   | Target Center 16 684            | 36 - 23 |
| 60                     | 27 février | @ New York    | V 125-109 | Joel Embiid (37)  | James Harden (10)  | James Harden (16)   | Madison Square Garden 19 812    | 37 - 23 |

| Match | Date match | Équipe          | Score          | Meilleur marqueur | Meilleur rebondeur | Meilleur passeur   | Lieux Spectateurs                 | Série   |
| ----- | ---------- | --------------- | -------------- | ----------------- | ------------------ | ------------------ | --------------------------------- | ------- |
| 61    | 2 mars     | New York        | V 123-108      | Joel Embiid (27)  | Joel Embiid (12)   | James Harden (9)   | Wells Fargo Center 21 333         | 38 - 23 |
| 62    | 4 mars     | Cleveland       | V 125-119      | Tyrese Maxey (33) | Joel Embiid (9)    | James Harden (11)  | Wells Fargo Center 21 391         | 39 - 23 |
| 63    | 5 mars     | @ Miami         | D 82-99        | Joel Embiid (22)  | Joel Embiid (15)   | Georges Niang (3)  | FTX Arena 19 704                  | 39 - 24 |
| 64    | 7 mars     | Chicago         | V 121-106      | Joel Embiid (43)  | Joel Embiid (14)   | James Harden (14)  | Wells Fargo Center 20 381         | 40 - 24 |
| 65    | 10 mars    | Brooklyn        | D 100-129      | Joel Embiid (27)  | Joel Embiid (12)   | Embiid, Milton (5) | Wells Fargo Center 21 406         | 40 - 25 |
| 66    | 13 mars    | @ Orlando       | V 116-114 (OT) | Joel Embiid (35)  | Joel Embiid (16)   | Joel Embiid (7)    | Amway Center 14 444               | 41 - 25 |
| 67    | 14 mars    | Denver          | D 110-114      | Joel Embiid (34)  | Embiid, Harden (9) | James Harden (11)  | Wells Fargo Center 21 444         | 41 - 26 |
| 68    | 16 mars    | @ Cleveland     | V 118-114      | Joel Embiid (35)  | Joel Embiid (17)   | James Harden (11)  | Rocket Mortgage FieldHouse 19 432 | 42 - 26 |
| 69    | 18 mars    | Dallas          | V 111-101      | Joel Embiid (32)  | Joel Embiid (8)    | James Harden (12)  | Wells Fargo Center 21 428         | 43 - 26 |
| 70    | 20 mars    | Toronto         | D 88-93        | Joel Embiid (21)  | Joel Embiid (13)   | James Harden (8)   | Wells Fargo Center 21 180         | 43 - 27 |
| 71    | 21 mars    | Miami           | V 113-106      | Tyrese Maxey (28) | Harris, Jordan (8) | Harris, Milton (6) | Wells Fargo Center 21 386         | 44 - 27 |
| 72    | 23 mars    | @ L.A. Lakers   | V 126-121      | Joel Embiid (30)  | Joel Embiid (10)   | Harden, Maxey (7)  | Crypto.com Arena 18 997           | 45 - 27 |
| 73    | 25 mars    | @ L.A. Clippers | V 122-97       | James Harden (29) | James Harden (15)  | James Harden (7)   | Crypto.com Arena 19 068           | 46 - 27 |
| 74    | 27 mars    | @ Phoenix       | D 104-114      | Joel Embiid (37)  | Joel Embiid (15)   | James Harden (9)   | Footprint Center 17 071           | 46 - 28 |
| 75    | 29 mars    | Milwaukee       | D 116-118      | James Harden (32) | Joel Embiid (14)   | James Harden (9)   | Wells Fargo Center 21 467         | 46 - 29 |
| 76    | 31 mars    | @ Détroit       | D 94-102       | Joel Embiid (37)  | Joel Embiid (15)   | James Harden (7)   | Little Caesars Arena 10 023       | 46 - 30 |

| Match | Date match | Équipe      | Score     | Meilleur marqueur | Meilleur rebondeur  | Meilleur passeur  | Lieux Spectateurs                 | Série   |
| ----- | ---------- | ----------- | --------- | ----------------- | ------------------- | ----------------- | --------------------------------- | ------- |
| 77    | 2 avril    | Charlotte   | V 144-114 | Joel Embiid (29)  | Joel Embiid (14)    | James Harden (13) | Wells Fargo Center 21 509         | 47 - 30 |
| 78    | 3 avril    | @ Cleveland | V 112-108 | Joel Embiid (44)  | Joel Embiid (17)    | James Harden (10) | Rocket Mortgage FieldHouse 19 432 | 48 - 30 |
| 79    | 5 avril    | @ Indiana   | V 131-122 | Joel Embiid (45)  | Joel Embiid (13)    | James Harden (14) | Gainbridge Fieldhouse 15 583      | 49 - 30 |
| 80    | 7 avril    | @ Toronto   | D 114-119 | Joel Embiid (30)  | Joel Embiid (10)    | James Harden (15) | Scotiabank Arena 19 800           | 49 - 31 |
| 81    | 9 avril    | Indiana     | V 133-120 | Joel Embiid (41)  | Joel Embiid (20)    | James Harden (14) | Wells Fargo Center 21 171         | 50 - 31 |
| 82    | 10 avril   | Détroit     | V 118-106 | Shake Milton (30) | DeAndre Jordan (11) | Tobias Harris (6) | Wells Fargo Center 21 459         | 51 - 31 |

### Playoffs
| Playoffs Total: 6-6 (Domicile : 4-2; Extérieur : 2-4) |

| Match | Date match | Équipe    | Score          | Meilleur marqueur | Meilleur rebondeur | Meilleur passeur  | Lieux Spectateurs         | Série |
| ----- | ---------- | --------- | -------------- | ----------------- | ------------------ | ----------------- | ------------------------- | ----- |
| 1     | 16 avril   | Toronto   | V 131-111      | Tyrese Maxey (38) | Joel Embiid (15)   | James Harden (14) | Wells Fargo Center 20 610 | 1 - 0 |
| 2     | 18 avril   | Toronto   | V 112-97       | Joel Embiid (31)  | Joel Embiid (11)   | Tyrese Maxey (8)  | Wells Fargo Center 20 974 | 2 - 0 |
| 3     | 20 avril   | @ Toronto | V 104-101 (OT) | Joel Embiid (33)  | Joel Embiid (13)   | James Harden (10) | Scotiabank Arena 19 800   | 3 - 0 |
| 4     | 23 avril   | @ Toronto | D 102-110      | James Harden (22) | Tobias Harris (11) | James Harden (9)  | Scotiabank Arena 19 800   | 3 - 1 |
| 5     | 25 avril   | Toronto   | D 88-103       | Joel Embiid (20)  | Joel Embiid (11)   | James Harden (7)  | Wells Fargo Center 20 517 | 3 - 2 |
| 6     | 28 avril   | @ Toronto | V 132-97       | Joel Embiid (33)  | Tobias Harris (11) | James Harden (15) | Scotiabank Arena 19 800   | 4 - 2 |

| Match | Date match | Équipe  | Score     | Meilleur marqueur  | Meilleur rebondeur | Meilleur passeur  | Lieux Spectateurs         | Série |
| ----- | ---------- | ------- | --------- | ------------------ | ------------------ | ----------------- | ------------------------- | ----- |
| 1     | 2 mai      | @ Miami | D 92-106  | Tobias Harris (27) | Harden, Reed (9)   | James Harden (5)  | FTX Arena 19 620          | 0 - 1 |
| 2     | 4 mai      | @ Miami | D 103-119 | Tyrese Maxey (34)  | Furkan Korkmaz (6) | James Harden (9)  | FTX Arena 19 759          | 0 - 2 |
| 3     | 6 mai      | Miami   | V 99-79   | Green, Maxey (21)  | Joel Embiid (11)   | Tobias Harris (8) | Wells Fargo Center 21 033 | 1 - 2 |
| 4     | 8 mai      | Miami   | V 116-108 | James Harden (31)  | Joel Embiid (11)   | James Harden (9)  | Wells Fargo Center 21 194 | 2 - 2 |
| 5     | 10 mai     | @ Miami | D 85-120  | Joel Embiid (17)   | Paul Reed (8)      | James Harden (4)  | FTX Arena 19 868          | 2 - 3 |
| 6     | 12 mai     | Miami   | D 90-99   | Embiid, Maxey (20) | Joel Embiid (12)   | James Harden (9)  | Wells Fargo Center 21 082 | 2 - 4 |

### Confrontations en saison régulière
| Conférence Est      | Conférence Est                              | Conférence Est                              | Conférence Est                              | Conférence Est                              | Conférence Ouest                            | Conférence Ouest                            | Conférence Ouest                            |
| Division Atlantique | Division Atlantique                         | Division Atlantique                         | Division Atlantique                         | Division Atlantique                         | Division Nord-Ouest                         | Division Nord-Ouest                         | Division Nord-Ouest                         |
| Équipe              | Domicile                                    | Domicile                                    | Extérieur                                   | Extérieur                                   | Équipe                                      | Domicile                                    | Extérieur                                   |
| ------------------- | ------------------------------------------- | ------------------------------------------- | ------------------------------------------- | ------------------------------------------- | ------------------------------------------- | ------------------------------------------- | ------------------------------------------- |
| Boston              | 111-99                                      | 87-135                                      | 87-88                                       | 108-103                                     | Denver                                      | 110-114                                     | 103-89                                      |
| Brooklyn            | 109-114                                     | 100-129                                     | 105-114                                     | 110-102                                     | Minnesota                                   | 120-121 (2OT)                               | 133-102                                     |
| New York            | 96-103                                      | 123-108                                     | 99-112                                      | 125-109                                     | Oklahoma City                               | 100-87                                      | 115-103                                     |
|                     |                                             |                                             |                                             |                                             | Portland                                    | 113-103                                     | 111-118                                     |
| Toronto             | 109-115                                     | 88-93                                       | 114-109                                     | 114-119                                     | Utah                                        | 96-118                                      | 85-120                                      |
|                     | 2–6                                         | 2–6                                         | 4–4                                         | 4–4                                         |                                             | 2–3                                         | 3–2                                         |
| Division            | 6–10                                        | 6–10                                        | 6–10                                        | 6–10                                        | Division                                    | 5–5                                         | 5–5                                         |
| Division Centrale   | Division Centrale                           | Division Centrale                           | Division Centrale                           | Division Centrale                           | Division Pacifique                          | Division Pacifique                          | Division Pacifique                          |
| Équipe              | Domicile                                    | Domicile                                    | Extérieur                                   | Extérieur                                   | Équipe                                      | Domicile                                    | Extérieur                                   |
| Chicago             | 103-98                                      | 121-106                                     | 114-105                                     | 119-108                                     | Golden State                                | 102-93                                      | 96-116                                      |
| Cleveland           | 103-93                                      | 125-119                                     | 118-114                                     | 112-108                                     | L.A. Clippers                               | 101-102                                     | 122-97                                      |
| Detroit             | 110-102                                     | 118-106                                     | 109-98                                      | 94-102                                      | L.A. Lakers                                 | 105-87                                      | 126-121                                     |
| Indiana             | 133-120                                     |                                             | 113-118                                     | 131-122                                     | Phoenix                                     | 109-114                                     | 104-114                                     |
| Milwaukee           | 109-118                                     | 116-118                                     | 123-120                                     |                                             | Sacramento                                  | 103-101                                     | 102-94                                      |
|                     | 7–2                                         | 7–2                                         | 7–2                                         | 7–2                                         |                                             | 3–2                                         | 3–2                                         |
| Division            | 14–4                                        | 14–4                                        | 14–4                                        | 14–4                                        | Division                                    | 6–4                                         | 6–4                                         |
| Division Sud-Est    | Division Sud-Est                            | Division Sud-Est                            | Division Sud-Est                            | Division Sud-Est                            | Division Sud-Ouest                          | Division Sud-Ouest                          | Division Sud-Ouest                          |
| Équipe              | Domicile                                    | Domicile                                    | Extérieur                                   | Extérieur                                   | Équipe                                      | Domicile                                    | Extérieur                                   |
| Atlanta             | 122-94                                      | 96-98                                       | 98-96                                       |                                             | Dallas                                      | 111-101                                     | 98-107                                      |
| Charlotte           | 98-109                                      | 144-114                                     | 127-124 (OT)                                | 110-106                                     | Houston                                     | 133-113                                     | 111-91                                      |
| Miami               | 96-101                                      | 113-106                                     | 109-98                                      | 82-99                                       | Memphis                                     | 122-119 (OT)                                | 91-126                                      |
| Orlando             | 101-96                                      | 123-110                                     | 116-106                                     | 116-114 (OT)                                | New Orleans                                 | 117-107                                     | 117-97                                      |
| Washington          | 103-106                                     |                                             | 117-96                                      | 98-117                                      | San Antonio                                 | 119-100                                     | 115-109                                     |
|                     | 5–4                                         | 5–4                                         | 7–2                                         | 7–2                                         |                                             | 5–0                                         | 3–2                                         |
| Division            | 12–6                                        | 12–6                                        | 12–6                                        | 12–6                                        | Division                                    | 8–2                                         | 8–2                                         |
| Conférence          | 32–19 (Domicile : 13–11; Extérieur : 19–8)  | 32–19 (Domicile : 13–11; Extérieur : 19–8)  | 32–19 (Domicile : 13–11; Extérieur : 19–8)  | 32–19 (Domicile : 13–11; Extérieur : 19–8)  | Conférence                                  | 19–12 (Domicile : 10–6; Extérieur : 9–6)    | 19–12 (Domicile : 10–6; Extérieur : 9–6)    |
| Total               | 51–31 (Domicile : 23–17; Extérieur : 28–14) | 51–31 (Domicile : 23–17; Extérieur : 28–14) | 51–31 (Domicile : 23–17; Extérieur : 28–14) | 51–31 (Domicile : 23–17; Extérieur : 28–14) | 51–31 (Domicile : 23–17; Extérieur : 28–14) | 51–31 (Domicile : 23–17; Extérieur : 28–14) | 51–31 (Domicile : 23–17; Extérieur : 28–14) |

## Classements
| Conférence Est | Conférence Est              | Conférence Est | Conférence Est | Conférence Est | Conférence Est | Conférence Est | Conférence Est |
| No             | Franchise                   | Vic.           | Déf.           | MJ             | V/D            | GB             |                |
| -------------- | --------------------------- | -------------- | -------------- | -------------- | -------------- | -------------- | -------------- |
| 1              | c - Heat de Miami           | 53             | 29             | 82             | .646           | –              |                |
| 2              | y - Celtics de Boston       | 51             | 31             | 82             | .622           | 2              |                |
| 3              | y - Bucks de Milwaukee      | 51             | 31             | 82             | .622           | 2              |                |
| 4              | x - 76ers de Philadelphie   | 51             | 31             | 82             | .622           | 2              |                |
| 5              | x - Raptors de Toronto      | 48             | 34             | 82             | .585           | 5              |                |
| 6              | x - Bulls de Chicago        | 46             | 36             | 82             | .561           | 7              |                |
|                |                             |                |                |                |                |                |                |
| 7              | x - Nets de Brooklyn        | 44             | 38             | 82             | .537           | 9              |                |
| 8              | pi - Cavaliers de Cleveland | 44             | 38             | 82             | .537           | 9              |                |
| 9              | x - Hawks d'Atlanta         | 43             | 39             | 82             | .524           | 10             |                |
| 10             | pi - Hornets de Charlotte   | 43             | 39             | 82             | .524           | 10             |                |
|                |                             |                |                |                |                |                |                |
| 11             | o - Knicks de New York      | 37             | 45             | 82             | .451           | 16             |                |
| 12             | o - Wizards de Washington   | 35             | 47             | 82             | .427           | 18             |                |
| 13             | o - Pacers de l'Indiana     | 25             | 57             | 82             | .305           | 28             |                |
| 14             | o - Pistons de Détroit      | 23             | 59             | 82             | .280           | 30             |                |
| 15             | o - Magic d'Orlando         | 22             | 60             | 82             | .268           | 31             |                |

| Division Atlantique       | V  | D  | MJ | V/D  | GB | Dom   | Ext   | Div  |
| ------------------------- | -- | -- | -- | ---- | -- | ----- | ----- | ---- |
| y - Celtics de Boston     | 51 | 31 | 82 | .622 | –  | 28–13 | 23–18 | 9–7  |
| x - 76ers de Philadelphie | 51 | 31 | 82 | .622 | –  | 24–17 | 27–14 | 6–10 |
| x - Raptors de Toronto    | 48 | 34 | 82 | .585 | 3  | 24–17 | 24–17 | 10–6 |
| x - Nets de Brooklyn      | 44 | 38 | 82 | .537 | 7  | 20–21 | 24–17 | 10–6 |
| o - Knicks de New York    | 37 | 45 | 82 | .451 | 14 | 17–24 | 20–21 | 5–11 |